# Hämeenlinna

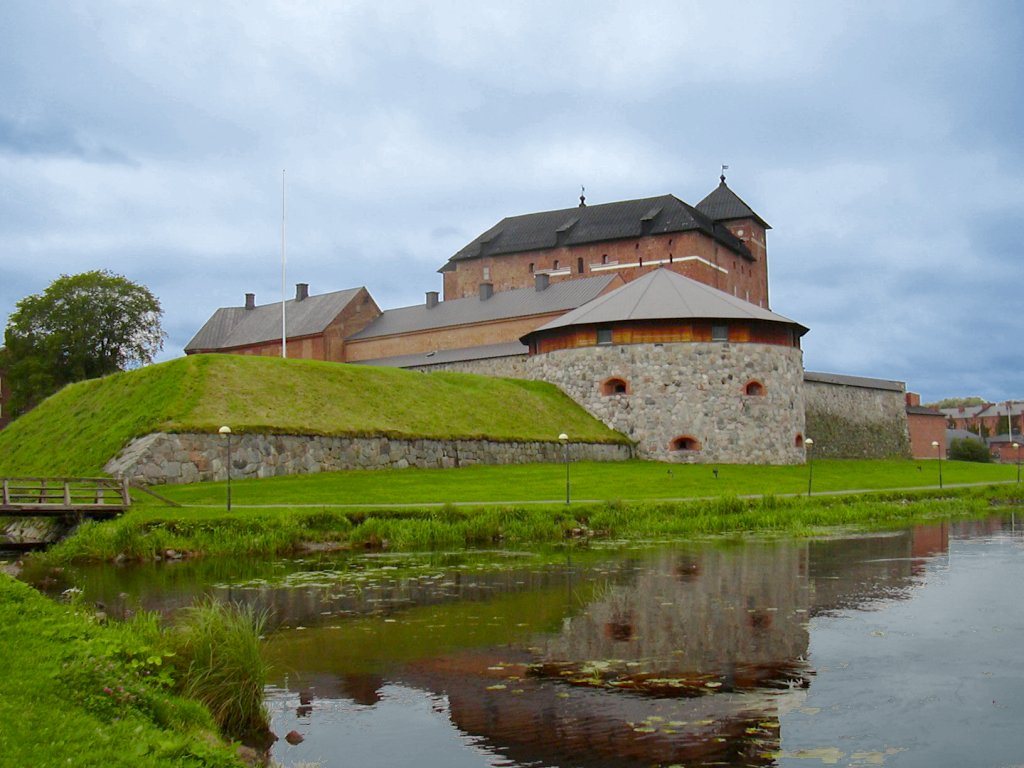
Hrad Hämeen linna

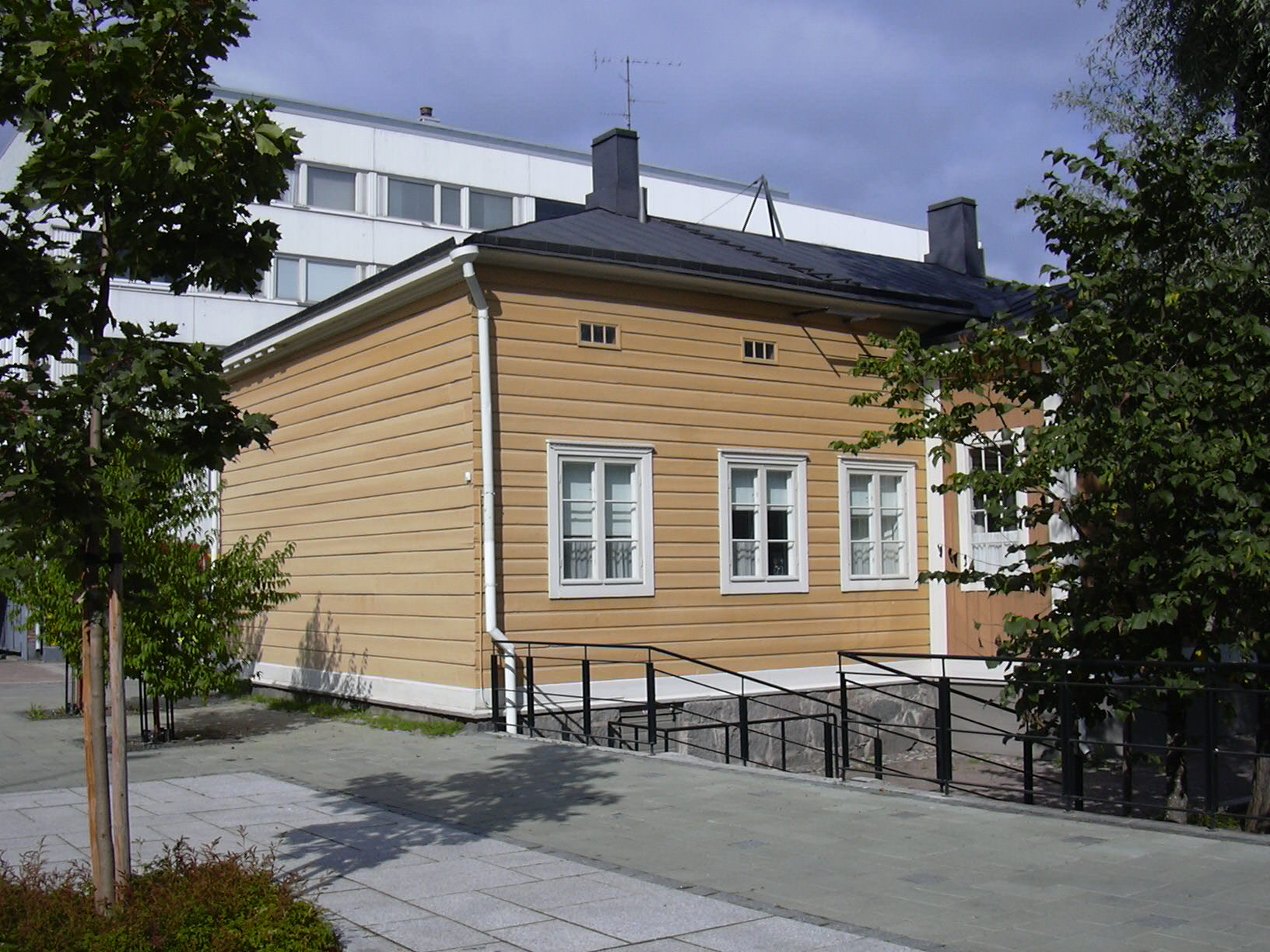
Rodný dům Jeana Sibelia

Hämeenlinna (švédsky Tavastehus, přímým překladem „Hämeský hrad“) je obec a město ve Finsku. Leží v provincii Kanta-Häme. Žije v něm asi 68 000 obyvatel. Leží zhruba na půli cesty mezi Helsinkami (100 km) a Tampere (73 km). Ve městě stojí známý středověký hrad Hämeen linna. Do konce roku 2009 byla sídlem hejtmana kraje Jižní Finsko.
Území města bylo obydleno už v době železné. V 11. století byla celá tehdejší provincie pod vlivem jak Švédska, tak ruského Novgorodu. Území bylo ovládáno z místního hradu či pevnosti. V té době zde vznikla i vesnice, která poskytovala zázemí obyvatelům hradu.
Hämeenlinna byla povýšena na město v roce 1639 krátce poté, co byla na příkaz švédského krále přesunuta o kilometr jižněji na kopec, kde stojí dodnes.
Město je také známo svými školami a akademiemi, kde studovalo mnoho známých Finů. Školy, vláda a armáda určovaly život Hämeenlinny po celou její historii.
V Hämeenlinně se narodil a vyrostl skladatel Jean Sibelius. Maturoval na zdejším gymnáziu v roce 1885. Podobně zde odmaturoval i básník Eino Leino.
Hämeenlinna je jedním z národních městských parků Finska. Nedaleko od centra města leží přírodní park Aulanko.

## Partnerská města
Město Hämeenlinna je v partnerství s těmito městy:
- Bærum, Norsko, 1950
- Celle, Německo, 1971
- Frederiksberg, Dánsko, 1947
- Hafnarfjörður, Island, 1950
- Püspökladány, Maďarsko, 1987
- Tartu, Estonsko, 1991
- Toruň, Polsko, 1989
- Tver, Rusko, 1954
- Uppsala, Švédsko, 1940
- Výmar, Německo, 1961